# Meillac
Meillac (bretonisch: Melieg; Gallo: Melhac) ist eine französische Gemeinde im Département Ille-et-Vilaine in der Region Bretagne. Die Gemeinde hat 1.975 Einwohner (Stand: 1. Januar 2022) und gehört zum Arrondissement Saint-Malo und zum Kanton Combourg. Die Einwohner werden Meillacois genannt.

## Geographie
Meillac liegt etwa 30 Kilometer südsüdöstlich von Saint-Malo.

### Nachbargemeinden
Umgeben ist Meillac von den Nachbargemeinden Mesnil-Roc’h im Norden und Nordwesten, Bonnemain im Nordosten, Combourg im Osten, La Chapelle-aux-Filtzméens im Süden, Pleugueneuc im Westen.

## Bevölkerungsentwicklung
| Jahr                      | 1962 | 1968 | 1975 | 1982 | 1990 | 1999 | 2006 | 2013 |
| Einwohner                 | 1566 | 1424 | 1295 | 1357 | 1380 | 1352 | 1568 | 1767 |
| Quelle: Cassini und INSEE |      |      |      |      |      |      |      |      |

## Sehenswürdigkeiten
- Kirche Saint-Martin
- Wallburg